# Stazione meteorologica di Civitavecchia-Santa Marinella
La stazione meteorologica di Civitavecchia-Santa Marinella è la stazione meteorologica di riferimento per il servizio meteorologico dell'Aeronautica Militare e per l'Organizzazione Mondiale della Meteorologia, relativa alla cittadina costiera di Santa Marinella.

## Storia
Una prima stazione meteorologica venne attivata nel 1919 dalla Regia Marina ad un'altezza di 148 metri s.l.m. nel luogo di ubicazione del semaforo di Fosso Cupo. Questa stazione meteorologica semaforica rimase attiva fino al 5 giugno 1944, data in cui vennero definitivamente cessate le osservazioni meteorologiche in quel sito a causa degli eventi della seconda guerra mondiale.
Gli eventi bellici che si verificarono nell'area litoranea di Santa Marinella portarono nel febbraio 1944 anche all'abbattimento di Torre Chiaruccia e alla semidistruzione e al conseguente abbandono dell'attiguo Centro Sperimentale Radioelettrico del CNR che era stato inaugurato nel 1933 sotto la direzione di Guglielmo Marconi. Nell'area di Torre Chiaruccia venne attivata una stazione meteorologica dal personale statunitense il 5 marzo 1945.
Il Servizio Meteorologico dell'Aeronautica Militare riprese invece le osservazioni meteorologiche il 1º giugno 1946 presso un edificio situato in via XVI Settembre n. 10 a Civitavecchia, dove la stazione meteorologica rimase in funzione fino al 31 marzo 1950; dal giorno successivo, le osservazioni meteorologiche proseguirono presso un edificio situato lungo la via Aurelia al km 69 che ospitava l'Albergo Santa Lucia fino al 30 settembre 1951. Precedentemente, nella città di Civitavecchia era in funzione dal 1879 una stazione meteorologica del Servizio Operativo Marittimo, la cui ubicazione era presso la sede locale della Capitaneria di Porto.
Nel frattempo, al termine del conflitto mondiale, nell'area di Torre Chiaruccia dove nel 1945 era stata attivata la stazione meteorologica dal personale statunitense, i locali che inizialmente ospitavano il centro sperimentale furono ricostruiti per ospitare la stazione meteorologica dell'Aeronautica Militare a partire dal 1º ottobre 1951.

## Caratteristiche
La stazione meteorologica è situata nell'Italia centrale, in provincia di Roma, nel comune di Santa Marinella, sul lungomare Guglielmo Marconi, a 4 metri s.l.m. e alle coordinate geografiche 42°01′58.31″N 11°50′00.91″E, presso i resti della cinquecentesca Torre Chiaruccia di cui si conserva soltanto il basamento.
Oltre a rilevare i dati relativi a temperatura, precipitazioni, pressione atmosferica, umidità relativa, direzione e velocità del vento, la stazione è collegata ad una boa situata presso Capo Linaro nell'antistante settore est del Mar Tirreno (punto di passaggio dal Tirreno settentrionale a quello centrale), grazie alla quale è possibile osservare lo stato del mare, l'altezza dell'onda marina, la direzione dell'onda stessa, oltre alla lunghezza e all'altezza dell'onda morta (onda non più soggetta all'azione diretta del vento).
La boa di tipo pitch-roll, ancorata ad un fondale di circa 100 metri, fornisce anche dati molto più approfonditi che vengono trasmessi, grazie all'ausilio del satellite Argos, alla rete ondametrica nazionale e alla rete mareografica nazionale.

## Medie climatiche ufficiali

### Dati climatologici 1971-2000
In base alle medie climatiche del trentennio 1971-2000, le più recenti in uso, la temperatura media del mese più freddo, gennaio, è di 10,3 °C, mentre quella del mese più caldo, agosto, è di 24,3 °C; mediamente si conta un solo giorno di gelo all'anno e tre giorni annui con temperatura massima uguale o superiore a 30 °C. Nel trentennio esaminato, i valori estremi di temperatura sono i +35,2 °C del luglio 1995 e i -4,0 °C del gennaio 1979.
Le precipitazioni medie annue si attestano a 711 mm (valore superiore alla media di riferimento climatico 1961-1990), mediamente distribuite in 66 giorni, con minimo in estate, picco in autunno e massimo secondario in inverno.
L'umidità relativa media annua fa registrare il valore di 74,7% con minimo di 73% a febbraio e massimi di 76% ad aprile, a maggio e a giugno.
Di seguito è riportata la tabella con le medie climatiche e i valori massimi e minimi assoluti registrati nel trantennio 1971-2000 e pubblicati nell'Atlante Climatico d'Italia del Servizio Meteorologico dell'Aeronautica Militare relativo al medesimo trentennio.
| Civitavecchia-Santa Marinella (1971-2000) | Mesi        | Mesi        | Mesi        | Mesi        | Mesi        | Mesi        | Mesi        | Mesi        | Mesi        | Mesi        | Mesi        | Mesi        | Stagioni | Stagioni | Stagioni | Stagioni | Anno  |
| Civitavecchia-Santa Marinella (1971-2000) | Gen         | Feb         | Mar         | Apr         | Mag         | Giu         | Lug         | Ago         | Set         | Ott         | Nov         | Dic         | Inv      | Pri      | Est      | Aut      | Anno  |
| ----------------------------------------- | ----------- | ----------- | ----------- | ----------- | ----------- | ----------- | ----------- | ----------- | ----------- | ----------- | ----------- | ----------- | -------- | -------- | -------- | -------- | ----- |
| T. max. media (°C)                        | 13,1        | 13,3        | 14,7        | 16,6        | 20,5        | 23,8        | 26,6        | 27,4        | 24,8        | 21,4        | 17,1        | 14,2        | 13,5     | 17,3     | 25,9     | 21,1     | 19,5  |
| T. min. media (°C)                        | 7,4         | 7,4         | 8,6         | 10,7        | 14,4        | 17,8        | 20,6        | 21,1        | 18,5        | 15,4        | 11,3        | 8,4         | 7,7      | 11,2     | 19,8     | 15,1     | 13,5  |
| T. max. assoluta (°C)                     | 17,8 (1976) | 19,2 (1998) | 22,6 (1974) | 24,8 (1995) | 28,0 (1992) | 30,6 (1973) | 35,2 (1995) | 33,4 (1998) | 33,0 (1982) | 27,0 (1975) | 23,4 (1984) | 20,6 (1980) | 20,6     | 28,0     | 35,2     | 33,0     | 35,2  |
| T. min. assoluta (°C)                     | −4,0 (1979) | −1,2 (1993) | −2,6 (1971) | 3,8 (1987)  | 8,2 (1991)  | 10,2 (1986) | 14,8 (1975) | 13,0 (1972) | 10,4 (1971) | 6,0 (1974)  | 1,0 (1973)  | −1,4 (1996) | −4,0     | −2,6     | 10,2     | 1,0      | −4,0  |
| Giorni di calura (Tmax ≥ 30 °C)           | 0           | 0           | 0           | 0           | 0           | 0           | 1           | 2           | 0           | 0           | 0           | 0           | 0        | 0        | 3        | 0        | 3     |
| Giorni di gelo (Tmin ≤ 0 °C)              | 1           | 0           | 0           | 0           | 0           | 0           | 0           | 0           | 0           | 0           | 0           | 0           | 1        | 0        | 0        | 0        | 1     |
| Precipitazioni (mm)                       | 77,3        | 66,7        | 56,3        | 70,3        | 43,8        | 25,5        | 8,6         | 23,4        | 63,2        | 103,3       | 101,0       | 72,0        | 216,0    | 170,4    | 57,5     | 267,5    | 711,4 |
| Giorni di pioggia                         | 8           | 7           | 7           | 8           | 4           | 3           | 1           | 2           | 4           | 7           | 8           | 7           | 22       | 19       | 6        | 19       | 66    |
| Giorni di nebbia                          | 0           | 0           | 0           | 0           | 0           | 0           | 0           | 0           | 0           | 0           | 0           | 0           | 0        | 0        | 0        | 0        | 0     |
| Umidità relativa media (%)                | 74          | 73          | 74          | 76          | 76          | 76          | 74          | 74          | 75          | 75          | 75          | 74          | 73,7     | 75,3     | 74,7     | 75       | 74,7  |

### Dati climatologici 1961-1990
Secondo i dati medi del trentennio 1961-1990, ancora in uso per l'Organizzazione meteorologica mondiale e definito Climate Normal (CLINO), la temperatura media del mese più freddo, gennaio, è di +10,0 °C, mentre quella del mese più caldo, agosto, si attesta sui +23,8 °C; mediamente, si conta un solo giorno di gelo all'anno. Nel medesimo trentennio, la temperatura minima assoluta ha toccato i -4,0 °C nel gennaio 1963 e nel gennaio 1979 (media delle minime assolute annue di +0,3 °C), mentre la massima assoluta ha fatto registrare i +34,0 °C nel luglio 1973 (media delle massime assolute annue di +30,9 °C).
La nuvolosità media annua si attesta a 3,7 okta, con minimo di 2 okta a luglio e massimo di 4,7 okta a febbraio.
Le precipitazioni medie annue si aggirano attorno ai 650 mm annui, distribuite mediamente in 66 giorni, con picco massimo in autunno e inverno e minimo estivo.
L'umidità relativa media annua fa registrare il valore di 72,8% con minimi di 72% a gennaio, a febbraio, a marzo, a luglio, a settembre e a dicembre e massimi di 74% ad aprile, a maggio, a giugno e ad ottobre.
L'eliofania assoluta media annua si attesta a 6,9 ore giornaliere, con massimo di 10,6 ore giornaliere a luglio e minimo di 3,9 ore giornaliere a gennaio.
| Civitavecchia-Santa Marinella (1961-1990) | Mesi        | Mesi        | Mesi        | Mesi        | Mesi        | Mesi        | Mesi        | Mesi        | Mesi        | Mesi        | Mesi        | Mesi        | Stagioni | Stagioni | Stagioni | Stagioni | Anno  |
| Civitavecchia-Santa Marinella (1961-1990) | Gen         | Feb         | Mar         | Apr         | Mag         | Giu         | Lug         | Ago         | Set         | Ott         | Nov         | Dic         | Inv      | Pri      | Est      | Aut      | Anno  |
| ----------------------------------------- | ----------- | ----------- | ----------- | ----------- | ----------- | ----------- | ----------- | ----------- | ----------- | ----------- | ----------- | ----------- | -------- | -------- | -------- | -------- | ----- |
| T. max. media (°C)                        | 12,8        | 13,1        | 14,6        | 16,7        | 20,3        | 23,6        | 26,5        | 27,0        | 24,9        | 21,4        | 17,0        | 13,9        | 13,3     | 17,2     | 25,7     | 21,1     | 19,3  |
| T. min. media (°C)                        | 7,1         | 7,4         | 8,5         | 10,6        | 14,3        | 17,5        | 20,3        | 20,5        | 18,5        | 15,2        | 11,1        | 8,1         | 7,5      | 11,1     | 19,4     | 14,9     | 13,3  |
| T. max. assoluta (°C)                     | 18,2 (1962) | 18,2 (1990) | 22,6 (1974) | 24,6 (1966) | 28,0 (1977) | 30,6 (1973) | 34,0 (1973) | 33,4 (1971) | 33,0 (1982) | 27,0 (1975) | 23,4 (1984) | 20,6 (1980) | 20,6     | 28,0     | 34,0     | 33,0     | 34,0  |
| T. min. assoluta (°C)                     | −4,0 (1963) | −0,6 (1982) | −2,6 (1971) | 2,2 (1970)  | 7,0 (1970)  | 10,2 (1986) | 14,0 (1969) | 13,0 (1972) | 10,4 (1971) | 6,0 (1974)  | 1,0 (1973)  | −2,4 (1961) | −4,0     | −2,6     | 10,2     | 1,0      | −4,0  |
| Nuvolosità (okta al giorno)               | 4,3         | 4,7         | 4,6         | 4,4         | 3,8         | 3,1         | 2,0         | 2,5         | 3,0         | 3,4         | 4,4         | 4,4         | 4,5      | 4,3      | 2,5      | 3,6      | 3,7   |
| Precipitazioni (mm)                       | 94,1        | 70,7        | 50,1        | 53,1        | 41,8        | 18,9        | 9,1         | 25,8        | 55,8        | 83,0        | 89,0        | 71,4        | 236,2    | 145,0    | 53,8     | 227,8    | 662,8 |
| Giorni di pioggia                         | 9           | 8           | 7           | 6           | 4           | 3           | 1           | 2           | 4           | 6           | 8           | 8           | 25       | 17       | 6        | 18       | 66    |
| Umidità relativa media (%)                | 72          | 72          | 72          | 74          | 74          | 74          | 72          | 73          | 72          | 74          | 73          | 72          | 72       | 73,3     | 73       | 73       | 72,8  |
| Eliofania assoluta (ore al giorno)        | 3,9         | 4,8         | 5,5         | 6,7         | 8,4         | 9,5         | 10,6        | 9,6         | 8,0         | 6,5         | 4,7         | 4,1         | 4,3      | 6,9      | 9,9      | 6,4      | 6,9   |

## Valori estremi

### Temperature estreme mensili dal 1958 ad oggi
Nella tabella sottostante sono riportate le temperature massime e minime assolute mensili, stagionali ed annuali dal 1958 ad oggi, con il relativo anno in cui si queste si sono registrate: nel periodo esaminato, la temperatura minima assoluta ha toccato i -4,4 °C nel gennaio 1968, mentre la temperatura massima assoluta ha fatto registrare i +37,9 °C nell'agosto 2023.
| Civitavecchia-Santa Marinella (1958-2023) | Mesi        | Mesi        | Mesi        | Mesi        | Mesi        | Mesi        | Mesi        | Mesi        | Mesi        | Mesi        | Mesi        | Mesi        | Stagioni | Stagioni | Stagioni | Stagioni | Anno |
| Civitavecchia-Santa Marinella (1958-2023) | Gen         | Feb         | Mar         | Apr         | Mag         | Giu         | Lug         | Ago         | Set         | Ott         | Nov         | Dic         | Inv      | Pri      | Est      | Aut      | Anno |
| ----------------------------------------- | ----------- | ----------- | ----------- | ----------- | ----------- | ----------- | ----------- | ----------- | ----------- | ----------- | ----------- | ----------- | -------- | -------- | -------- | -------- | ---- |
| T. max. assoluta (°C)                     | 18,3 (2023) | 22,2 (2019) | 22,8 (2017) | 25,4 (2011) | 30,6 (2008) | 34,2 (2003) | 35,2 (1995) | 37,9 (2023) | 33,0 (1982) | 27,6 (2009) | 26,6 (2004) | 20,8 (2011) | 22,2     | 30,6     | 37,9     | 33,0     | 37,9 |
| T. min. assoluta (°C)                     | −4,4 (1968) | −2,9 (2018) | −2,6 (1971) | 1,6 (2003)  | 5,3 (1960)  | 10,2 (1962) | 14,0 (1969) | 13,0 (1972) | 10,4 (1971) | 5,8 (2007)  | 1,0 (1973)  | −2,4 (1961) | −4,4     | −2,6     | 10,2     | 1,0      | −4,4 |